# Dianne van Giersbergen
Dianne van Giersbergen (Nacida el 3 de junio de 1985) es una cantante de ópera neerlandesa de Metal Sinfónico y Metal Progresivo, conocida como la actual líder de Ex Libris desde el 2003, y la exvocalista de Xandria entre 2013 y 2017, con un rango vocal de Soprano dramática.

## Biografía

### Estudios y estilo
Recibió sus primeras lecciones de canto como un regalo de cumpleaños de sus padres cuando cumplió cuatro años de edad. En los años siguientes las clases fueron impartidas por varios profesores de música y cantó en varios coros. En 2005 inició sus estudios en la música clásica en la escuela ArtEZ de música donde se le enseñó canto clásico por parte varios profesores. Tomó clases de canto clásico y recibió, entre otras cosas la matrícula en el teatro musical. El 19 de mayo de 2009 recibió su licenciatura con honores, después de lo cual se decidió continuar sus estudios y trabajar en su maestría.
Mientras tanto, amplió su técnica vocal y empezó a combinar su formación clásica con la música Heavy Metal; su tesis aborda este tema. Además, trabajó en teoría de la composición, escribió poesía y fue presidenta de un grupo de estudiantes de máster que se organizaron conciertos de música clásica.

### Ex Libris
Ex Libris fue fundada en 2003 por la soprano Dianne van Giersbergen y el exbaterista Joost van de Pas. Su objetivo: componer Metal Progresivo y metal sinfónico con influencias clásicas. Ha lanzado cuatro álbumes de estudio con la banda, con un quinto en camino para este 2019.

### Xandria
El 25 de octubre de 2013 Dianne van Giersbergen fue presentada como la nueva vocalista de la banda de metal sinfónico alemana Xandria. El 28 de noviembre de 2013, fue en Madrid su primer concierto con Xandria. El álbum fue publicado con ella como vocalista principal titulado Sacrificium fue lanzado el 2 de mayo de 2014, mientras que Theater of Dimensions fue publicado el 27 de enero de 2017.
El 13 de septiembre de 2017 Dianne anunció vía Facebook que dejaba Xandria por problemas de salud y de relación con los miembros de la banda. Su sustituta  temporal fue Aeva Maurelle, a la que Dianne ya conocía. Dos de las predecesoras de Dianne, Lisa Middelhauve y Manuela Kraller, hicieron declaraciones al respecto[¿cuál?]. En 2022 se anunció que Ambre Vourvahis es la nueva vocalista de Xandria, junto con cambios en casi toda la alineación de la banda.

## Trivia

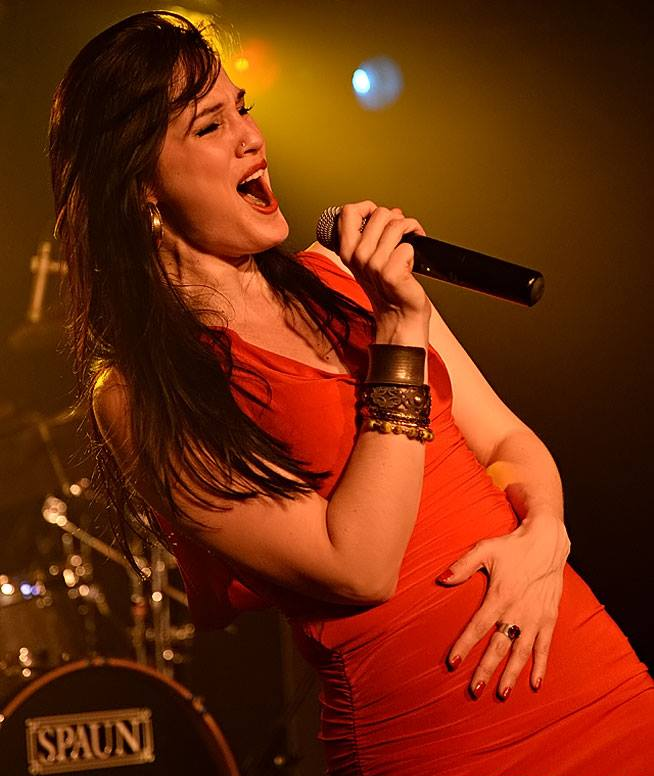
Dianne en el 2014

Entre sus influencias musicales se encuentran las bandas de metal sinfónico Nightwish y ReVamp. Además, Tarja Turunen y Anneke van Giersbergen cuentan también entre sus influencias, así como músicos de otros géneros como Herman van Veen, Lana Del Rey, Meat Loaf y Dire Straits.
Dianne no está relacionada parentalmente con Anneke van Giersbergen.
Tiene una línea de joyería llamada Precious Metal, y utiliza cuerdas descartadas de bajos y guitarras para crear sus joyas.
Escribió su tesis sobre la mezcla del metal con la música clásica. Al completar su maestría en canto clásico en el 2012, Floor Jansen fue un miembro externo del jurado.

## Discografía

### Ex Libris

#### Álbumes de estudio
- Amygdala (2008)
- Medea (2014)
- Ann - Chapter 1: Anne Boleyn (2018)
- Ann - Chapter 2: Anastasia Romanova (2019)
- Ann - Chapter 3: Anne Frank (2019)

### Xandria

#### Álbumes de estudio
- Sacrificium (2014)
- Theater Of Dimensions (2017)

#### EP
- Fire & Ashes (2015)

#### Singles/videos musicales
- Nightfall (2014)
- Voyage Of The Fallen (Lyric Video, 2015)
- Call Of Destiny (2017)
- Queen Of Hearts Reborn (Lyric Video, 2017)